# Rouellé
Rouellé – miejscowość i dawna gmina we Francji, w regionie Normandia, w departamencie Orne. W 2013 roku jej populacja wynosiła 200 mieszkańców. 
W dniu 1 stycznia 2016 roku z połączenia trzech ówczesnych gmin – Domfront, La Haute-Chapelle oraz Rouellé – powstała nowa gmina Domfront-en-Poiraie. Siedzibą gminy została miejscowość Domfront. 